# بيشكان
بيشكان هي قرية زراعية تقع عند ملتقى نهري دجله والعظيم عند أطراف محافظة صلاح الدين وهي تعتبر من أشهر القرى الزراعية في وسط العراق . تمتاز بكثرة زراعة الرمان فيها في الوقت الحالي بسبب زيادة الطلب عليه في السوق .
مستوى التعليم فيها يعتبر الأفضل تقريبا على مستوى المحافظة قياسا بعدد سكانها الذي لا يتجاوز 4000 نسمة. موقعها الجغرافي يبين على أنها شبه جزيرة لأنها محاطه بالمياه من 3 جهات.
غالبية سكانها هم من عشيرة الدليم.
سبب تسميتها بهذا الاسم يعود إلى عدة روايات ولكن الاصح هي:
```
يعود السبب إلى المصطلح التركي( بيش كان) حيث أن المقطع الأول يعني الرقم 5 والثاني يعني نهر أو انهار، حيث تعني بالتركية الانهار الخمسة أو تعني ملتقى الانها الخمسة والتي هي ( أي الانهار ):
```

1- نهر دجلة
2- نهر العظيم
3- النهروان
4- خر السبع
5- خر نصر حيث أن كلمة ( خر ) تعني منحدر من الأرض على شكل شق لا يتعدى عمقه الثلاثة امتار ويمتد إلى مسافة طويلة أيضا لا تتعدى الخمسة كيلو مترات.